# Woodbine (Géorgie)
Pour les articles homonymes, voir Woodbine.
Woodbine est une ville de Géorgie, aux États-Unis. Il s'agit du siège du comté de Camden.

## Économie
Un site de lancement spatial, le Spaceport Camden (en), a effectué son premier tir suborbital le 2 aout 2017 avec une Vector-R.

## Démographie
| 1910 | 1920 | 1930 | 1940 | 1950 | 1960 |
| ---- | ---- | ---- | ---- | ---- | ---- |
| 155  | 172  | 335  | 373  | 750  | 845  |

| 1970  | 1980 | 1990  | 2000  | 2010  | - |
| ----- | ---- | ----- | ----- | ----- | - |
| 1 002 | 910  | 1 212 | 1 218 | 1 412 | - |